# Eupithecia subsignata
Eupithecia subsignata är en fjärilsart som beskrevs av Dioszeghy. Eupithecia subsignata ingår i släktet Eupithecia och familjen mätare. Inga underarter finns listade i Catalogue of Life.